# Joseph Rhine
Joseph Banks Rhine (29 settembre 1895 – 20 febbraio 1980) è stato un parapsicologo statunitense, che fu il primo ad applicare metodi sperimentali e statistici alla ricerca dell'esistenza di una trasmissione da mente a mente (lettura del pensiero o telepatia), che chiamò percezione extrasensoriale. Egli pertanto viene considerato uno dei pionieri della parapsicologia.

## Biografia
Laureatosi in botanica a Chicago nel 1925, insegnò psicologia alle Università Harvard e Duke. In questo ateneo, dove fu in servizio dal 1928 al 1940, fondò un laboratorio in cui diresse esperimenti da lui ideati utilizzando volontari che dovevano tentare di trasmettere gli uni gli altri, con il solo pensiero, immagini e simboli. A tale scopo, Rhine utilizzò soprattutto le cosiddette carte Zener, che recavano simboli elementari (cerchio, croce, onde, quadrato, stella).
Dopo molte migliaia di prove, ritenne di avere accertato statisticamente non solo l'esistenza di individui particolarmente dotati per trasmettere o per leggere il pensiero, ma anche l'esistenza di questa facoltà, sia pure in misura più lieve, in tutti gli individui.
Successivamente Rhine, utilizzando dadi da gioco a gettata meccanica e la volontà degli sperimentatori di provocare l'uscita di un determinato numero, sostenne di aver ottenuto la prova statistica che la mente umana è in grado di agire sugli oggetti, e chiamò questo fenomeno effetto psicocinetico o psicocinesi.
Inizialmente le ricerche di Rhine ottennero ampio consenso da parte degli psicologi: un sondaggio del 1938 mostrava che l'89% degli psicologi negli Stati Uniti riteneva la parapsicologia un legittimo studio scientifico. Tuttavia con il passare del tempo apparve chiaro che i risultati di alcuni esperimenti erano stati falsificati dai suoi assistenti e che altri risultati apparentemente positivi erano causati da errori metodologici e, alla fine degli anni cinquanta, l'interesse degli psicologi per la parapsicologia diminuì bruscamente.